# 평화전쟁 1019
《평화전쟁 1019》는 2019년 11월 23일부터 24일까지 방송된 JTBC 창작특집 다큐멘터리로, 고려와 동북아의 운명을 갈랐던 여요전쟁 중 제2차, 제3차 전쟁을 다뤘다. 제1부 〈고려의 전사들〉, 제2부 〈신화가 된 대첩〉로 구성되어 있다. 몽골에서 촬영하였으며, 거란 측 인물들도 몽골인 배우가 연기했다. 그래서 그들의 대사도 전부 몽골어이다. 거란 대하씨의 직계 후손인 다우르족 중에서 캐스팅을 하는 것이 어렵기도 하고, 한국인이 다우르어로 연기하면 한국어 억양의 어눌한 그들의 언어가 되어버리는 문제가 있기 때문이다.

## 등장인물

### 연기자

#### 고려 인물
- 김명수 - 나레이션
- 이우승 - 양규 역
- 권영민 - 현종 역
- 임우철 - 지채문 역
- 문종영 - 강조 역
- 전지학 - 강감찬 역
- 주상현 - 김종현 역
- 박종수 - 강민첨 역
- 미상 - 조원 역

#### 거란 인물
- 우간바야르 엥흐바야르 : 야율융서 역
- 바이라 카으바자 : 소배압 역
- 에르덴빌레그 인테르나 : 야율팔가 역

### 역사학자
- 임용한 - 한국역사고전연구소장
- 길승수 - "고려거란전기 - 겨울에 내리는 단비" 저자
- 최형국 - 한국전통무예연구소 소장
- 정명섭 - "고려전쟁생중계" 저자
- 김위현 - 명지대학교 명예교수
- 정해은 - 한국학중앙연구원 책임연구원
- 마이크 로즈, 마이클 스티븐슨 - 전쟁사학자

## 참고 사항
- 귀주대첩에 등장하는 인물과 사건은 고려사, 고려사절요 등 사료에 기초해 재구성했다.

## 같이 보기
- 천추태후 (드라마)
- 고려 거란 전쟁 (드라마)